# Protonema brebissonii
Protonema brebissonii — вид грибів, що належить до монотипового роду  Protonema.